# Французьке ім'я
Французькі імена — особові імена і прізвища, які поширені у Франції та інших
франкомовних країнах. Французькою особове ім'я передує прізвищу, при транскрибуванні цей порядок зберігається.
За відсутності діакритичних знаків Ф.і. за написанням можуть співпадати з іменами інших країн.
Так «Richard» зазвичай сприймається як ім'я Річард, тоді як французькою це «Рішар».
Традиційно, більшість французів-католиків отримують імена з Римо-католицького календаря святих.
Зазвичай дають дітям кілька імен (щоб забезпечити дитині якомога більше святих покровителів). Імена даються наступним чином:
- перший син: ім'я діда по батькові + ім'я діда по матері + ім'я святого, шанованого в день хрещення дитини
- другий син: ім'я батька діда по батьківській лінії + ім'я батька бабці по материнській лінії + ім'я святого, шанованого в день хрещення дитини
- перша дочка: ім'я бабці по матері + ім'я бабці по батькові + ім'я святого, шанованого в день хрещення дитини
- друга дочка: ім'я матері бабці по материнській лінії + ім'я матері діда по батьківській лінії + ім'я святого, шанованого в день хрещення дитини.

Однак на практиці ця традиція дотримується досить рідко.
Французьке законодавство дозволяє людині мати кілька особистих імен. Тільки одне з них (як правило, перше) використовується в повсякденній практиці, інші — тільки в офіційних документах, таких як свідоцтва про народження, смерть і шлюб. Завжди говорять про Жака Ширака і ніколи Жака Рене Ширака ; і Анрі Філіпп Петен завжди згадується як Філіпп Петен (або маршал Петен), тому що Філіп — ім'я, яке він використовував в повсякденному житті. Середнього імені в англосаксонському сенсі не існує.

## Прізвище
Офіційним початком зародження французьких прізвищ можна назвати 1539 рік, коли королівський указ закріпив за кожним французом його сімейне ім'я (прізвище, прізвисько), і під цим ім'ям (і ні під яким іншим) він і його нащадки відтепер і назавжди повинні були записуватися в церковно парафіяльних книгах. Міняти його за своїм бажанням було заборонено.
Прізвище дитини до недавнього часу практично завжди успадковувалось від батька; якщо батько був невідомий, вона діставалася у спадок від матері. Нещодавно прийнятий закон дозволяє парі вибирати яку з двох прізвищ батьків дати дитині, і, крім того, є можливість використовувати двоєдине прізвище, розділене дефісом. До складу прізвища нерідко входять службові слова, які при транскрипції зберігають свій вигляд:
D'Anville -Д'Анвілль; du Bellay - дю-Беллей.